# Всё вышло из-под контроля
«Всё вышло из-под контроля» (укр. Все вийшло з-під контролю) — четвертий офіційний альбом гурту «Flëur», виданий 2006 року. Це перший альбом гурту, який не видавався у Франції.
Звучання цього альбому стало більш електронним і ближчим до комерційної поп-музики, тому дещо відрізняється від стилістики «Трилогії». Не в останню чергу це пов'язане з тим, що мастеринг альбому відбувався без участі музикантів. Команді довелося працювати у нових, жорсткіших умовах у новій студії, підкоритися ряду зовнішніх обмежень, через що не вдалося втілити усі свої задуми. Деякі аранжування пісень з цього альбому вокалістка Flëur Олена Войнаровська назвала своєю особистою трагедією, а Ольга Пулатова охарактеризувала альбом як «зґвалтування попсою». Хоча диск з самого початку планувався як експериментальний, який мав відрізнятися від Трилогії, він вийшов на думку учасників гурту невдалим, тому назва альбому «Всё вышло из-под контроля» є символічною.
Альбом «Всё вышло из-под контроля» є одним з найуспішніших в історії гурту. Пісня «Шелкопряд» з альбому потрапила до хіт-параду Чартова Дюжина, трималася там 25 тижнів і дійшла до першого місця. Також вона потрапила до підсумкового річного хіт-параду «Нашого радіо», зайнявши 4-те місце. На церемонії вручення музикальної премії «Чартова Дюжина» Flёur отримали приз «Взлом чарта» як найкраща нова група 2007 року. Як один з переможців премії гурт виступив на концерті в «Олімпійському», який також транслювався каналом Рен-ТВ. Також Flëur номінувався на премію FUZZ-2008 як найкращий новий гурт та на премію RAMP-2007 у номінаціях кліп року, відкриття року та хіт року.
2008 року «Наше радіо» включило пісні «Шелкопряд» і «Сегодня» у список номінантів на звання найкращої пісні десятиліття. У січні 2014 року «Наше радіо» включило 2 пісні гурту до свого хіт-параду 500 найкращих пісень усіх часів, зокрема пісня «Шелкопряд» з цього альбому посіла 244-те місце.
2017 року сайт Karabas Live включив альбом до списку 100 головних альбомів української незалежності.
На підтримку цього релізу Fleur здійснили наймасштабніше (на той час) в історії гурту концертне турне містами України, Росії і Білорусі.

## Композиції альбому
| #   | Назва                         | Автор              | Тривалість |
| --- | ----------------------------- | ------------------ | ---------- |
| 1.  | «Шелкопряд»                   | Ольга Пулатова     | 5:03       |
| 2.  | «Рай на полчаса (Radio Edit)» | Олена Войнаровська | 3:59       |
| 3.  | «Пепел»                       | Ольга Пулатова     | 4:43       |
| 4.  | «Память»                      | Олена Войнаровська | 5:33       |
| 5.  | «Искупление (Radio Edit)»     | Ольга Пулатова     | 3:28       |
| 6.  | «Опьянённые нежностью»        | Олена Войнаровська | 4:55       |
| 7.  | «Улыбки сфинксов»             | Ольга Пулатова     | 5:59       |
| 8.  | «Эволюция. Тщетность»         | Олена Войнаровська | 6:52       |
| 9.  | «Люди, попавшие в шторм»      | Ольга Пулатова     | 5:51       |
| 10. | «Я всё ещё здесь»             | Олена Войнаровська | 4:53       |
| 11. | «Сегодня»                     | Ольга Пулатова     | 4:17       |
| 12. | «Тёплые воды»                 | Олена Войнаровська | 5:31       |
| 13. | «Всё вышло из-под контроля»   | Ольга Пулатова     | 4:03       |
| 14. | «Для того, кто умел верить»   | Олена Войнаровська | 5:42       |

## Музиканти, що брали учать у записі альбому

### Зі складу групи
- Ольга Пулатова — фортепіано, вокал (1,3,5,7,9,11,13)
- Олена Войнаровська — гітара, вокал (2,4,6,8,10,12,14)
- Алла Лужецька — флейта
- Олександра Дідик — віолончель
- Анастасія Кузьміна — скрипка
- Катерина Котєльнікова — синтезатор
- Олексій Ткачевський — ударні
- Віталій Дідик — контрабас

### Інші
- Дмитро Вєков — менеджмент
- Олег Маньковский — продюсування
- Ярослав Климась — продюсування
- Павло Шевчук — запис базових треків (Paularis Rock Atelier — Євпаторія, 2005); програмування, зведення, мастеринг (Мосфільм, 2006); аранжування, звуковий дизайн, інструментальне виконання пісень «Искупление» і «Рай на полчаса» (Paularis Rock Atelier, Taganka, RGSU, CoppolaS, London Gate, 2006); звуковий дизайн і зведення пісень «Шелкопряд» і «Эволюция. Тщетность» (Paularis Rock Atelier, 2005)
- Дмитро Плавшудін — запис базових треків (Paularis Rock Atelier — Євпаторія, 2005); цифрова редакція (Рига — Москва, 2005—2006); аранжування, звуковий дизайн, інструментальне виконання пісень «Искупление» і «Рай на полчаса» (Paularis Rock Atelier, Taganka RGSU, CoppolaS, London Gate, 2006)
- Олег Мимрін — фото

## Ротація
У ротацію на радіостанціях потрапили такі пісні з цього альбому:
- Шелкопряд[18]
- Сегодня[19]
- Для Того, Кто Умел Верить[20]
- Память[21]
- Рай На Полчаса (Radioedit)[22]

## Додаткова інформація
- На всіх офіційних альбомах гурту, окрім «Всё вышло из-под контроля», під парними номерами знаходяться композиції, автором і виконавцем яких є Ольга Пулатова, а під непарними — відповідно Олена Войнаровська. На цьому альбомі — навпаки.
- Це єдиний альбом гурту, де відсутнє інтро.
- Пісня «Рай на полчаса» має помітку «RadioEdit», але не зважаючи на це вона не мала широкої ротації на радіо.
- Спочатку планувалося, що на диску також з'являться ще дві пісні: «Кома»[23] та «Колыбельная для взрослых». Для них навіть були записані студійні версії, але вони були виключені з фінального варіанту трек-лісту та ніде не видавалися до 2022 року, коли вони вийшли на синглі «Осколки»[24].
- Загалом у студії було записано матеріалу на 84 хвилини.
- Пісня «Шелкопряд» за словами авторки — це пісня про руки, про працю, про творіння та присвячена усім творцям, які роблять від усього серця прості необхідні речі.
- Пісня «Пепел» присвячені пам'яті друга гурту Володимира Короткова. В аранжуванні використані уривки зі спектаклю «Крик», а також семпл з пісні «Heart and Soul» гурту Joy Division. За словами авторки пісні Ольги Пулатової, її мелодію їй награв уві сні сам покійний друг через два місяці після того як згорів у крематорії[25].
- Пісня «Сегодня» була написана під враженням від розповіді знайомих авторки, які жили на останньому поверсі і хотіли зробити скляну стелю, щоб бачити зірки[26].
- Пісня «Эволюция. Тщетность» була написана у квітні 2001 року під враженням від альбому «Musick to Play in the Dark Vol. 1» гурту Coil[6].
- Пісня «Шелкопряд» використана у фільмі «Обережно! Діти!» 2009 року та серіалі «Щоденник доктора Зайцевої»[27].
- На пісню «Искупление» було відзнято відеокліп, який потрапив в ефір музичних телеканалів, зокрема українського М1. Його режисером став Євген Тимохін, оператором Юрій Король[28]. Самі учасники гурту вважають кліп невдалим[29].
- Пісня «Для того, кто умел верить» також видавалася на збірці кращих пісень гурту Flëur «Флёрография».
- Пісня «Шелкопряд» також видавалася на збірці кращих пісень гурту Flëur «Флёрография» та збірці кращих пісень року за версією Нашого радіо «Чартова Дюжина Top 13»[30].
- У липні 2022 року Пулатова записала україномовну версію пісні «Шовкопряд», присвячену усім українським волонтерам[31].